# ヴィリ (漫画)
『ヴィリ』は、山岸凉子による日本の漫画。メディアファクトリーの雑誌『ダ・ヴィンチ』にて、2006年から2007年にかけて8回にわたって連載された。山岸の『ダ・ヴィンチ』連載作としては第2作に当たり、『舞姫 テレプシコーラ』の第1部と第2部の間に描かれた作品である。
タイトルにもなっているヴィリとは、結婚直前に亡くなった女性（それもたいていは処女とされる）が精霊（日本人的感覚で言えば幽霊に近い）になったもの。バレエ『ジゼル』に登場し、一般にはウィリーと呼ばれる。

## あらすじ
東山礼奈は、親から受け継いだバレエ団を運営しており、自身ももはや若くはないが天才的な美貌のバレリーナである。しばらく表舞台からは遠ざかっていたが、本公演にも匹敵する発表会として『ジゼル』全幕の上演を企画、久々に自らタイトルロールを踊るのを機に、本格的な舞台復帰を決意する。パトロンとなったIT起業家の高遠は自分に気があると信じて疑わず、公私ともに充実した日々を送っていた。そんな礼奈の懸念は、バレエへの情熱が感じられず、摂食障害気味の上、怪我をしたりする実娘・舞のことと、一度は東山バレエ団を出てドイツのカンパニーに移籍していたが、日本に戻ってきた真美を再び受け入れてしまったことであった。礼奈はそんな雑念をも振り払い、順調にレッスンを進めていく。
公演も近づいてきたある日、高遠から食事に招かれた礼奈は、彼からの正式なプロポーズを期待する。しかし、彼から告げられたのは、事もあろうに娘・舞とのショッキングな関係だった。礼奈はあまりの打撃に、『ジゼル』を踊ることが出来なくなってしまう。自分にはバレエが全てだと信じて生きてきた礼奈。自己しか愛せない愚かな自分の姿。混乱したまま本番の劇場の下見に出向いた礼奈は、何かに誘われるように舞台の奈落に転落してしまう。

## 書誌情報
- 山岸凉子 『ヴィリ』 メディアファクトリー 〈MFコミックス〉2007年10月31日初版発行、全1巻 ISBN 978-4-8401-1968-9